# Ⲍ
Cette page contient des caractères spéciaux ou non latins. S’ils s’affichent mal (▯, ?, etc.), consultez la page d’aide Unicode.
Ne doit pas être confondu avec la lettre grecque Zêta ou les lettres latines Z ou Z crocheté.
Ⲍ (minuscule : ⲍ), appelé zēta, est une lettre de l’alphabet copte utilisée dans l’écriture du copte.

## Représentations informatiques
Le zēta a été représenté avec les mêmes caractères que le zêta grec jusqu’à la publication d’Unicode 4.1 en mars 2005, à partir de laquelle il est représenté avec des caractères qui lui sont propres. Il peut donc être représenté à l’aide des caractères (Grec et copte, Copte) suivants, :
| lettres   | représentations | chaînes de caractères | points de code | descriptions                  | note               |
| --------- | --------------- | --------------------- | -------------- | ----------------------------- | ------------------ |
| majuscule | Ζ               | Ζ                     | U+0396         | lettre majuscule grecque zêta | avant Unicode 4.1  |
| minuscule | ζ               | ζ                     | U+03B6         | lettre minuscule grecque zêta | avant Unicode 4.1  |
| majuscule | Ⲍ               | Ⲍ                     | U+2C8C         | lettre majuscule copte zēta   | depuis Unicode 4.1 |
| minuscule | ⲍ               | ⲍ                     | U+2C8D         | lettre minuscule copte zēta   | depuis Unicode 4.1 |